# Estonia na Letnich Igrzyskach Olimpijskich 2000
Estonię na Letnich Igrzyskach Olimpijskich 2000 reprezentowało 33 zawodników: 31 mężczyzn i 2 kobiety.
Najmłodszym zawodnikiem była pływaczka, Elina Partõka (17 lat), a najstarszym zawodnikiem był szermierz Andrus Kajak (35 lat)

## Zdobyte medale
| Medal | Zawodnik         | Dyscyplina      | Konkurencja             |
| ----- | ---------------- | --------------- | ----------------------- |
| Złoto | Erki Nool        | · Lekkoatletyka | Dziesięciobój           |
| Brąz  | Aleksei Budõlin  | · Judo          | Waga półśrednia (81 kg) |
| Brąz  | Indrek Pertelson | · Judo          | Waga ciężka (+100 kg)   |

## Skład reprezentacji

### Judo
- Aleksei Budõlin
  - waga półśrednia mężczyzn -  3. miejsce
- Indrek Pertelson
  - waga ciężka mężczyzn -  3. miejsce

### Kajakarstwo
- Hain Helde
  - K-1 500 m
  - K-1 1000 m

### Kolarstwo
- Lauri Aus
  - wyścig indywidualny ze startu wspólnego mężczyzn
  - indywidualna jazda na czas mężczyzn - 32. miejsce
- Jaan Kirsipuu
  - wyścig indywidualny ze startu wspólnego mężczyzn - 17. miejsce
- Erki Pütsep
  - wyścig indywidualny ze startu wspólnego mężczyzn- 54. miejsce
- Innar Mändoja
  - wyścig indywidualny ze startu wspólnego mężczyzn
- Janek Tombak
  - wyścig indywidualny ze startu wspólnego mężczyzn

### Lekkoatletyka
- Pavel Loskutov
  - maraton mężczyzn - 35. miejsce
- Aleksander Tammert
  - rzut dyskiem mężczyzn - 9. miejsce
- Andrus Värnik
  - rzut oszczepem mężczyzn
- Erki Nool
  - dziesięciobój mężczyzn -  1. miejsce
- Indrek Kaseorg
  - dziesięciobój mężczyzn - 17. miejsce

### Pięciobój nowoczesny
- Imre Tiidemann
  - zawody mężczyzn - 14. miejsce

### Pływanie
- Indrek Sei
  - 50 m stylem dowolnym mężczyzn - 29. miejsce
  - 100 m stylem dowolnym mężczyzn - 43. miejsce
- Raiko Pachel
  - 100 m stylem grzbietowym mężczyzn - 32. miejsce
  - 200 m stylem grzbietowym mężczyzn - 33. miejsce
- Jana Kolukanova
  - 50 m stylem dowolnym kobiet - 16. miejsce
- Elina Partõka
  - 100 m stylem dowolnym kobiet - 29. miejsce
  - 200 m stylem dowolnym kobiet - 31. miejsce

### Strzelectwo
- Andrei Inešin
  - rzutki - skeet mężczyzn

### Szermierka
- Kaido Kaaberma
  - szpada indywidualnie mężczyzn - 17. miejsce
- Meelis Loit
  - szpada indywidualnie mężczyzn - 30. miejsce
- Andrus Kajak
  - szpada indywidualnie mężczyzn - 33. miejsce
- Kaido Kaaberma, Andrus Kajak, Meelis Loit, Nikolai Novosjolov
  - szpada drużynowo mężczyzn - 9. miejsce

### Wioślarstwo
- Jüri Jaanson
  - jedynka mężczyzn - 6. miejsce
- Leonid Gulov, Andrei Šilin
  - dwójka podwójna mężczyzn - 9. miejsce

### Zapasy
- Valeri Nikitin
  - waga półśrednia stylem klasycznym mężczyzn - 4. miejsce
- Toomas Proovel
  - waga półciężka stylem klasycznym mężczyzn - 9. miejsce
- Helger Hallik
  - waga ciężka stylem klasycznym mężczyzn - 16. miejsce

### Żeglarstwo
- Imre Taveter
  - finn mężczyzn - 22. miejsce
- Tõnu Tõniste, Toomas Tõniste
  - 470 mężczyzn - 22. miejsce
- Peter Šaraškin
  - laser open - 29. miejsce